# Elena Sangro
Elena Sangro, gebürtig Maria Antonietta Bartoli Avveduti (* 5. September 1897 in Vasto, Italien; † 26. Januar 1969 in Rom) war eine italienische Filmschauspielerin mit kurzer, aber intensiver Karriere beim heimischen Stummfilm.

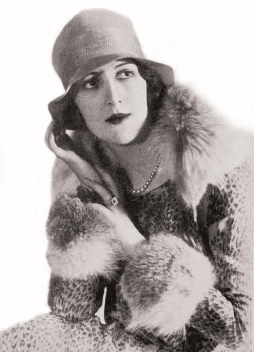
Elena Sangro (1928)

## Leben und Wirken
Elena Sangro wurde, rund 20 Jahre alt, inmitten des Ersten Weltkriegs von Regisseur Enrico Guazzoni entdeckt und 1917 vor die Kamera geholt. Gleich in ihrem Debütfilm Fabiola spielte die Künstlerin unter ihrem Geburtsnamen die Titelrolle. Anschließend nahm sie den Künstlernamen Elena Sangro an und erhielt zahlreiche weitere Haupt- wie Nebenrollen in heimischen Stummfilmen der ausgehenden 1910er und der 1920er Jahre. Der Dichter und Nationalist Gabriele D’Annunzio galt als großer Verehrer der Künstlerin und widmete seiner zeitweiligen Geliebten  1927 ein sog. Carmen Votivum unter dem Titel Alla Piacente. D’Annunzios Sohn Gabriellino wiederum besetzte die Sangro vier Jahre zuvor mit der weiblichen Hauptrolle der Kaiserin Poppea in seiner und Georg Jacobys Quo Vadis?-Verfilmung an der Seite von Emil Jannings in der Rolle des Nero.
1928, nach der Mitwirkung in mehreren Maciste-Filmen Guido Brignones an der Seite von Bartolomeo Pagano, wurde die Italienerin von Richard Oswald mit der eher kleinen Rolle der Schauspielerin Assunta Neri in der Romanverfilmung Villa Falconieri bedacht. Anschließend, mit Anbruch des Tonfilmzeitalters, zog sich Elena Sangro, nach nur rund einem Jahrzehnt Filmtätigkeit, weitgehend von der Arbeit vor der Kamera zurück. Sie nannte sich nunmehr Lilia Flores und betätigte sich unter anderem als Konzertkünstlerin. 1945 gründete sie mit der Stella d'Oro-Film eine wenig produktive Produktionsfirma, stellte unter anderem einen Dokumentation über die Villa d’Este her und assistierte 1952 unter dem Pseudonym Anton Bia dem Regisseur Cesare Barlacchi bei der Inszenierung La Sonnambula. Einen letzten Kurzauftritt vor der Kamera absolvierte Elena Sangro 1962 in Federico Fellinis Film Achteinhalb.

## Filmografie
- 1918: Fabiola
- 1918: La Gerusalemme liberata
- 1919: Via Crucis
- 1919: Primerose
- 1919: Venere propizia
- 1920: Il medico die bambini
- 1920: Il marito perduto
- 1920: Cosmopolis
- 1920: Stella
- 1920: La principessa Zoe
- 1921: Il figlio di Coralie
- 1921: L’onesto mondo
- 1921: Saracinesca
- 1922: Passioni
- 1922: Miss Dollar
- 1923: Sansone
- 1923: Triboulet
- 1923: Il romanzo di Milly
- 1924: Rosella
- 1924: Quo Vadis?
- 1924: Maciste Imperator (Maciste imperatore)
- 1925: Die große Zirkuskatastrophe (Maciste nella gabbia dei leoni)
- 1925: Maciste in der Hölle (Maciste all’inferno)
- 1927: Blutende Herzen (Addio Giovinezza!)
- 1928: Boccaccesca
- 1928: Villa Falconieri
- 1935: La Gerusalemme liberata
- 1935: Re burlone
- 1939: Le sorprese del vagone letto
- 1945: L'abito nero da sposa
- 1951: Wunder einer Stimme – Enrico Caruso (Enrico Caruso, leggenda di una voce)
- 1963: Achteinhalb (Otto e mezzo)